# Les Mots (chanson de Keen'v)
Pour les articles homonymes, voir mot (homonymie).
Pour la chanson de Mylène Farmer voir Les Mots
Singles de Keen'v
Prince charmant
(2011) Petite Émilie
(2011)
Les Mots est une chanson du chanteur français Keen'v sortie le 29 décembre 2011. La chanson a été écrite par DJ Yaz, Keen'V, Zonee.L, Ndema Saint-Ange et produite par DJ Yaz. Les mots atteint le top 20 en France.
Cette chanson contient un morceau de couplet ( Moi je suis dingue de cette nana là la la la) dont l'air ainsi que les assonances de "a" et les répétitions des syllabes"na" et "la" forment ensemble un point de ressemblance avec le refrain de la chanson Freed from desire.

## Clip vidéo
Le clip vidéo sort le 1er février 2012 sur le site de partage YouTube sur le compte officiel de DJ Yaz avec une durée de 4 minutes et 2 secondes.

## Classement et successions

### Classement par pays
| Classement (2011-2012)                  | Meilleure position |
| --------------------------------------- | ------------------ |
| France (SNEP)                           | 15                 |
| Belgique (Wallonie Ultratop 50 Singles) | 4                  |
| France (Club 40)                        | 1                  |